# Futsal-Asienmeisterschaft 2016/Qualifikation
Am 2. September 2015 fand die Auslosung zur Qualifikationsrunde für die Futsal-Asienmeisterschaft 2016 statt. Insgesamt konnten sich 16 Mannschaften für das Turnier qualifizieren. Die Qualifikation fand vom 1. Oktober bis zum 19. November 2015 in Malaysia, der Mongolei, Tadschikistan und Thailand statt. Da Japan, Iran, Usbekistan und Kuwait bei der Futsal-Asienmeisterschaft 2014 unter die ersten vier Mannschaften gekommen sind, sind sie automatisch qualifiziert. Normalerweise sind nur die drei besten Mannschaften automatisch für das Turnier qualifiziert. Da jedoch Usbekistan als Drittplatzierter und als Ausrichter automatisch qualifiziert ist, rückt das viertplatzierte Kuwait nach.

## Mannschaften
Um die Qualifikationsrunde auszuspielen, wurden die 26 Mitgliedsverbände des AFC in ihren regionalen Zonen aufgeteilt.
- West Asian Football Federation
- Central Asian Football Federation
- South Asian Football Federation
- ASEAN Football Federation
- East Asian Football Federation

## West Asian Football Federation

### Gruppe A
| Pl. | Verein        | Sp. | S | U | N | Tore    | Diff. | Punkte |
| --- | ------------- | --- | - | - | - | ------- | ----- | ------ |
| 1.  | Libanon       | 3   | 3 | 0 | 0 | 016:600 | +10   | 09     |
| 2.  | Jordanien     | 3   | 2 | 0 | 1 | 011:800 | +3    | 06     |
| 3.  | Saudi-Arabien | 3   | 0 | 1 | 2 | 004:900 | −5    | 01     |
| 4.  | Bahrain       | 3   | 0 | 1 | 2 | 007:150 | −8    | 01     |

### Gruppe B
| Pl. | Verein                       | Sp. | S | U | N | Tore    | Diff. | Punkte |
| --- | ---------------------------- | --- | - | - | - | ------- | ----- | ------ |
| 1.  | Katar                        | 2   | 2 | 0 | 0 | 004:200 | +2    | 06     |
| 2.  | Irak                         | 2   | 1 | 0 | 1 | 004:300 | +1    | 03     |
| 3.  | Vereinigte Arabische Emirate | 2   | 0 | 0 | 2 | 002:500 | −3    | 0      |

## ASEAN Football Federation

### Gruppe A
| Pl. | Verein   | Sp. | S | U | N | Tore    | Diff. | Punkte |
| --- | -------- | --- | - | - | - | ------- | ----- | ------ |
| 1.  | Thailand | 4   | 4 | 0 | 0 | 042:500 | +37   | 12     |
| 2.  | Malaysia | 4   | 3 | 0 | 1 | 022:900 | +13   | 09     |
| 3.  | Osttimor | 4   | 2 | 0 | 2 | 016:310 | −15   | 06     |
| 4.  | Brunei   | 4   | 1 | 0 | 3 | 010:280 | −18   | 03     |
| 5.  | Singapur | 4   | 0 | 0 | 4 | 004:210 | −17   | 0      |

### Gruppe B
| Pl. | Verein      | Sp. | S | U | N | Tore    | Diff. | Punkte |
| --- | ----------- | --- | - | - | - | ------- | ----- | ------ |
| 1.  | Australien  | 4   | 4 | 0 | 0 | 037:800 | +29   | 12     |
| 2.  | Vietnam     | 4   | 3 | 0 | 1 | 039:900 | +30   | 09     |
| 3.  | Myanmar     | 4   | 1 | 1 | 2 | 027:900 | +18   | 04     |
| 4.  | Laos        | 4   | 1 | 1 | 2 | 017:430 | −26   | 04     |
| 5.  | Philippinen | 4   | 1 | 0 | 3 | 017:430 | −26   | 03     |

## Central Asian Football Federation
| Pl. | Verein        | Sp. | S | U | N | Tore    | Diff. | Punkte |
| --- | ------------- | --- | - | - | - | ------- | ----- | ------ |
| 1.  | Kirgisistan   | 3   | 1 | 2 | 0 | 006:500 | +1    | 05     |
| 2.  | Tadschikistan | 3   | 1 | 1 | 1 | 011:110 | ±0    | 04     |
| 3.  | Afghanistan   | 3   | 1 | 1 | 1 | 012:110 | +1    | 04     |
| 4.  | Turkmenistan  | 3   | 0 | 2 | 1 | 007:900 | −2    | 02     |

Anmerkung: Da Tadschikistan gegen Afghanistan mit 6:5 gewann, ist Tadschikistan für die Endrunde qualifiziert.

## East Asian Football Federation
| Pl. | Verein              | Sp. | S | U | N | Tore    | Diff. | Punkte |
| --- | ------------------- | --- | - | - | - | ------- | ----- | ------ |
| 1.  | Volksrepublik China | 4   | 3 | 1 | 0 | 015:500 | +10   | 10     |
| 2.  | Taiwan              | 4   | 3 | 0 | 1 | 018:150 | +3    | 09     |
| 3.  | Südkorea            | 4   | 2 | 1 | 1 | 021:140 | +7    | 07     |
| 4.  | Mongolei            | 4   | 1 | 0 | 3 | 015:190 | −4    | 03     |
| 5.  | Hongkong            | 4   | 0 | 0 | 4 | 010:260 | −16   | 0      |